# Шафхайтлин, Франц
Франц Шафха́йтлин (нем. Franz Schafheitlin, полное имя Франц Эрвин Пауль Шафхайтлин (Franz Erwin Paul Schafheitlin); 9 августа 1895, Берлин — 6 февраля 1980, Пуллах-им-Изарталь, Бавария) — немецкий актёр.

## Биография
В 1920 году Шафхайтлин дебютировал на театральной сцене в Оснабрюке, затем играл в театрах Хальберштадта, Штутгарта, Цюриха и Берлина. В кино Шафхайтлин снялся впервые в 1927 году в фильме «Женский переулок в Алжире» и сразу стал востребован в кинематографе в качестве актёра второго плана. В 1930—1936 годах Шафхайтлин служил в венском Фолькстеатре, затем вернулся в Берлин.
Во время Второй мировой войны Шафхайтлин снимался в пропагандистских фильмах и исполнял роли отрицательных героев, как, например, лорда Китченера в «Дядюшке Крюгере», Меттерниха в «Бисмарке» или посла Шувалова в «Отставке». И после войны Шафхайтлина приглашали преимущественно на роли лидеров, например в телевизионном сериал «Космический патруль». Шафхайтлин также много работал на радио и был занят на озвучивании фильмов. Похоронен на мюнхенском кладбище Вальдфридхоф.

## Фильмография
- 1932: Der Hexer
- 1935: … nur ein Komödiant
- 1939: Das unsterbliche Herz
- 1940: Бисмарк — Bismarck
- 1940: Кора Терри — Kora Terry
- 1941: Дядюшка Крюгер — Ohm Krüger
- 1941: Friedemann Bach
- 1941: Ich klage an
- 1941: Mein Leben für Irland
- 1941: Великий король — Der große König
- 1942: Рембрандт — Rembrandt
- 1942: Андреас Шлютер — Andreas Schlüter
- 1943: Парацельс — Paracelsus
- 1943: Титаник — Titanic
- 1944: Жертвенный путь — Opfergang
- 1944: Philharmoniker
- 1944: Frech und verliebt
- 1945: Кольберг — Kolberg
- 1947: In jenen Tagen
- 1950: Der Fall Rabanser
- 1951: Professor Nachtfalter
- 1951: Бессмертная возлюбленная — Unsterbliche Geliebte
- 1951: Королева чардаша — Die Csardasfürstin
- 1951: Hanna Amon
- 1951: Heidelberger Romanze
- 1951: Die Dame in Schwarz
- 1952: Die große Versuchung
- 1956: Solange noch die Rosen blühn
- 1956: Der Bauer vom Brucknerhof
- 1958: Schmutziger Engel
- 1958: Vater, Mutter und neun Kinder
- 1959: Прекрасная лгунья — Die schöne Lügnerin
- 1959: Und ewig singen die Wälder
- 1959: Der Fall Pinedust
- 1960: Das Erbe von Björndal
- 1961: Die toten Augen von London
- 1964: Die fünfte Kolonne
- 1966: Космический патруль — Raumpatrouille
- 1968: Венецианский купец — Der Kaufmann von Venedig
- 1968: Das Kriminalmuseum — Das Goldstück
- 1969: Der Kommissar — Der Tod fährt 1. Klasse
- 1974: Zwei im siebten Himmel
- 1974: Frühling auf Immenhof
- 2003: Raumpatrouille Orion — Rücksturz ins Kino